# 飛馬座V391
飛馬座V391（V391 Pegasi），或稱為HS 2201+2610，是一顆距離地球約4570光年的藍白色次矮星，位於飛馬座。

## 概要
該恆星被分類為「極端水平分支星」，是一顆質量只有太陽一半，直徑只有太陽四分之一的恆星，光度是太陽的15.4倍。它可能是年齡超過100億年的年老恆星，可能跟長蛇座V361一樣是脈動變星，或稱為B型次矮星（sdBVr）。
像飛馬座V391這樣的B型次矮星被認為是紅巨星將氫外殼噴發殆盡後的產物，或者是即將開始氦核融合狀態的恆星。恆星噴發後只會剩下極少量的氫留在表面，大約少於恆星總質量的千分之一，這樣的恆星未來將會冷卻並成為低質量白矮星。大部分恆星在第一次變成紅巨星狀態時仍保留大量的氫，再演化為漸近巨星分支。因此飛馬座V391損失如此多質量的原因至今仍不為人所知 。

## 行星系統
2007年以變星計時法在該恆星旁發現一顆氣體巨行星飛馬座V391b。它的存在或許是50億年後太陽成為紅巨星時會發生什麼狀況的線索。
| 成員 (依恆星距離) | 质量        | 半長軸 (AU) | 轨道周期 (天) | 離心率 | 傾角 | 半径 |
| ----------------- | ----------- | ----------- | ------------- | ------ | ---- | ---- |
| b                 | >3.2±0.7 MJ | 1.7±0.1     | 1170±44       | 0.00   | —    | —    |

## 外部連結
- . The Extrasolar Planets Encyclopaedia.   [2008-06-24]. （原始内容存档于2012-05-05）. （页面存档备份，存于）